# Ale
 (septembre 2019).
Si vous disposez d'ouvrages ou d'articles de référence ou si vous connaissez des sites web de qualité traitant du thème abordé ici, merci de compléter l'article en donnant les références utiles à sa vérifiabilité et en les liant à la section « Notes et références ».
Pour les articles ayant des titres homophones, voir Alle, Hale et Halle.
Pour les articles homonymes, voir ALE.

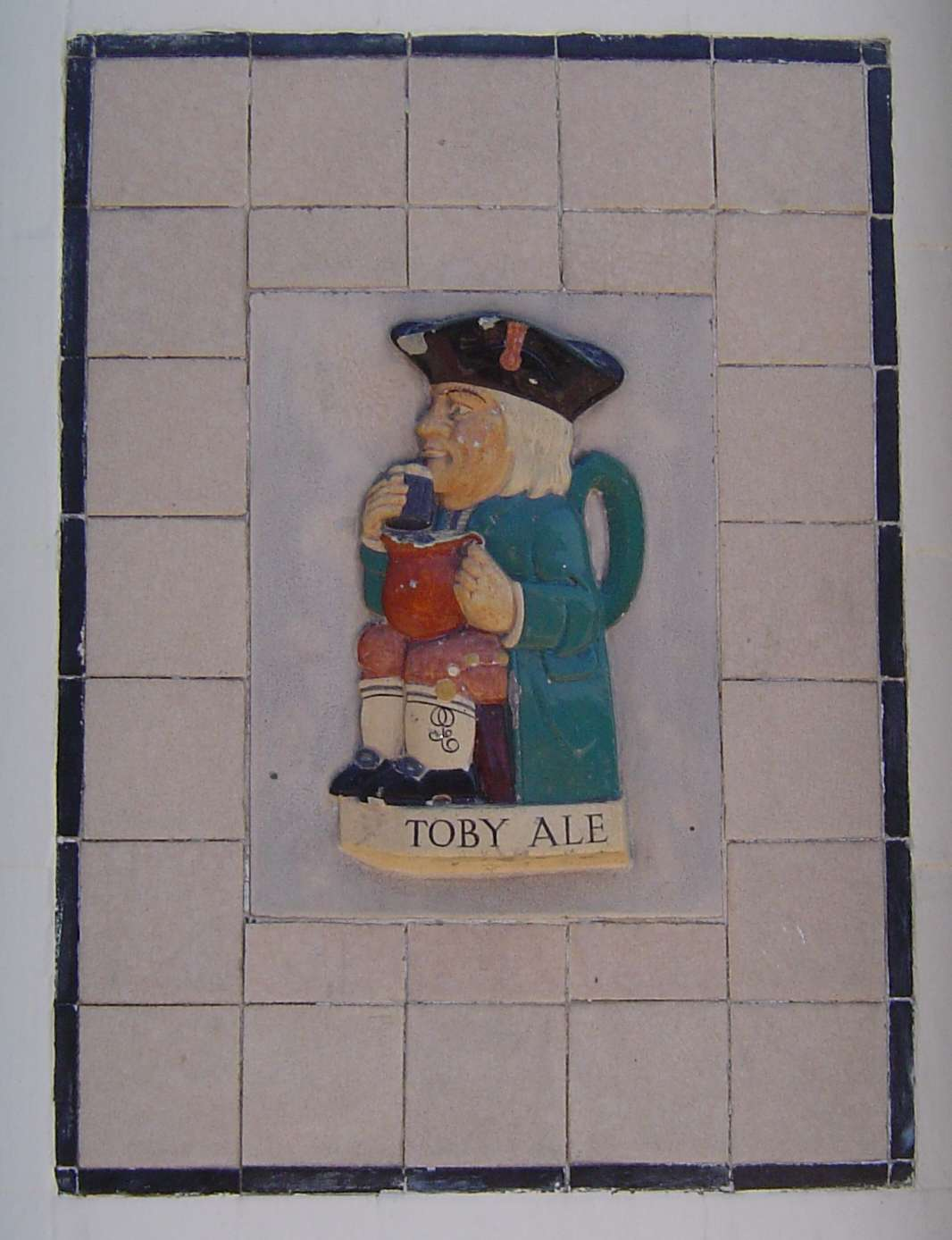
Toby Ale
Enseigne de pub représentant la marque de bière britannique Toby Ale.

Le terme ale, d'origine vieux norvégien (øl), via l'anglais, désigne de manière générique les bières de fermentation haute, une des trois grandes familles de bière avec les lambics (fermentation spontanée) et les lagers (fermentation basse).
En Belgique francophone, dans le langage courant, une ale est une bière de fermentation haute, ambrée dans les 5 % d'alcool/volume (archétypes commerciaux : Palm ou Vieux Temps par exemple). Mais cet usage, remontant à la Première Guerre mondiale, est contestable, car trop restrictif. On préfèrera désigner ce type de bière du terme plus spécifique « Pale ale belge » qui rappelle les racines du style.

## Histoire
À l'origine, en Grande-Bretagne, toute bière était appelée ale. Dans les sources médiévales, ce terme désigne en réalité une cervoise, aromatisée au moyen de gruit plutôt que de houblon. Au cours du XVIe siècle, la bière houblonnée, appelée « bier » ou « beer », fit son apparition dans les cales des navires marchands néerlandais. Donc à cette époque, ale désignait une cervoise et beer une bière houblonnée. La distinction s'est estompée au cours du XVIIe siècle.
Au cours du XIXe siècle, alors que beer s'était imposé en anglais comme terme générique pour toutes les formes de bière, l'apparition des lagers, bières de fermentation basse, modifia la donne, ale désignant les bières de fermentation haute. Cette distinction reste inchangée.

## Styles par pays
- Allemagne :
  - Altbier
  - Berliner Weisse
  - Gose
  - Kölsch
  - Sticke
  - Weizen / Hefe-Weizen / Weisse
  - Weizenbock

- Belgique :
  - Bière trappiste
  - Bière d'abbaye
  - Sour de flandreGolden strong
  - Lambic
  - Saison
  - Blanche

- États-Unis:
  - American Amber Ale
  - American Barley Wine
  - American Brown Ale
  - American IPA
  - American Pale Ale
  - Copper ale
  - Cream Ale
  - Cream Stout
  - Triple IPA

- France :
  - Bière de garde (en partie)

- Irlande :
  - Dry Stout
  - Irish Red Ale

- Royaume-Uni :
  - 60/- ou Light écossaise
  - 70/- ou Heavy écossaise
  - 80/- ou Export écossaise
  - 90/- ou Wee Heavy écossaise
  - 100/ - , 120/- ou strong ales écossaises.
  - Barley Wine
  - Bitter
  - Brown Ale
  - Golden Ale / Summer Ale
  - Imperial Stout
  - India Pale Ale
    - India Pale Ale  (IPA) historique
    - India Pale Ale (IPA) moderne

  - Mild : Dark Mild & Pale Mild
  - Milk Stout
  - Oatmeal stout
  - Pale Ale
  - Porter (sauf Porter Baltique)
  - Wheat Ale